# Valoració de les accions
Als mercats financers, la valoració d'accions és el mètode de càlcul dels valors teòrics de les empreses i les seves accions. L'ús principal d'aquests mètodes és predir els preus futurs del mercat, o, de manera més general, els preus potencials del mercat, i, per tant, beneficiar-se del moviment dels preus: les accions que es consideren infravalorades (respecte al seu valor teòric) es compren, mentre que les accions que es consideren sobrevalorades s'acaben venen. Es té l'expectativa que les accions infravalorades augmentaran de valor en general, mentre que les accions sobrevalorades generalment disminuiran de valor.
Des de l'anàlisi fonamental, la valoració d'accions basada en els fonaments pretén donar una estimació del valor intrínsec d'una acció, a partir de prediccions dels futurs fluxos d'efectiu i rendibilitat del negoci. L'anàlisi fonamental es pot substituir o augmentar per criteris de mercat: el que pagarà el mercat per les accions, sense tenir en compte el valor intrínsec. És compatible fer "prediccions de futurs fluxos d'efectiu/beneficis (fonamentals)", juntament amb preguntar-se "què pagarà el mercat per aquests beneficis?". Es poden veure com els costats "de l'oferta i la demanda": què hi ha a la base de l'oferta d'estoc i què impulsa la demanda del mercat d'estoc.
La valoració de les accions és diferent de la valoració de l'empresa, que consisteix a calcular el valor econòmic de l'interès d'un propietari en un negoci, que s'utilitza per determinar el preu que els interessats estarien disposats a pagar o rebre per efectuar una venda de l'empresa. Per la valoració en els casos en què ambdues parts siguin societats anònimes, cal veure fusions i adquisicions i finances corporatives.

## Criteris fonamentals (valor raonable)
Hi ha moltes maneres diferents de valorar les accions. La clau és tenir en compte cada enfocament mentre es formula una opinió global de l'estoc. Si la valoració d'una empresa és inferior o superior a la d'altres accions similars, el següent pas seria determinar-ne els motius.
El primer enfocament, l'anàlisi fonamental, s'associa normalment amb inversors i analistes financers: la seva producció s'utilitza per justificar els preus de les accions. El mètode de valoració d'accions més sòlid teòricament s'anomena "valoració d'ingressos" o mètode de flux d'efectiu descomptat (DCF). S'aplica àmpliament a totes les àrees de les finances. Potser la metodologia fonamental més comuna és la relació P/E (Ratio Preu/Guanys). Aquest exemple de "valoració relativa" es basa en ràtios històriques i pretén assignar valor a una acció en funció d'atributs mesurables. Aquesta forma de valoració és normalment la que impulsa els preus de les accions a llarg termini.
L'enfocament alternatiu - Anàlisi tècnica - consisteix a basar l'avaluació en l'oferta i la demanda: simplement, com més gent vulgui comprar l'acció, més alt serà el seu preu; i per contra, com més gent vulgui vendre les accions, més baix en serà el preu. Aquesta forma de valoració sovint impulsa les tendències de la borsa a curt termini; i s'associa amb especuladors en lloc d'inversors.

### Flux de caixa descomptat
El mètode de flux d'efectiu descomptat (en anglès discounted cash flow o DCF) implica descomptar els beneficis (dividends, guanys o fluxos d'efectiu) que les accions aportaran a l'accionista en un futur previsible, i un valor final en disposició. La taxa de descompte normalment inclou una prima de risc que es basa habitualment en el model de preus d'actius de capital.
El juliol de 2010, un tribunal de Delaware va dictaminar sobre els inputs adequats per utilitzar-los en l'anàlisi del flux d'efectiu descomptat en una disputa entre accionistes i una empresa sobre el valor raonable adequat de les accions. En aquest cas, el model dels accionistes va proporcionar un valor de 139 dòlars per acció i el model de l'empresa va proporcionar 89 dòlars per acció. Els inputs en disputa incloïen la taxa de creixement terminal, la prima de risc de renda variable i la beta.

### Benefici per acció (Earnings per Shareo EPS)
L'EPS és l'ingrés net disponible per als accionistes ordinaris de l'empresa dividit pel nombre d'accions en circulació. En general, hi haurà dos tipus d'EPS a la llista: un GAAP (segons els principis comptables generalment acceptats) i un EPS Pro Forma, el que significa que els ingressos s'han ajustat per excloure qualsevol partida puntual, així com algunes partides no efectius com l'amortització de les despeses de fons de comerç o opcions d'accions. El més important a buscar a la xifra d'EPS és la qualitat general dels guanys. Assegureu-vos que l'empresa no està tractant de manipular els seus números d'EPS perquè sembli que són més rendibles. A més, mireu el creixement de l'EPS durant els darrers trimestres/anys per entendre com de volàtil és el seu EPS i veure si són un rendiment inferior o superior. En altres paraules, han superat constantment les expectatives o estan constantment reafirmant i rebaixant les seves previsions?
El nombre EPS que utilitzen la majoria dels analistes és l'EPS pro forma. Per calcular aquest nombre, utilitzeu els ingressos nets que exclouen els guanys o pèrdues puntuals i exclou qualsevol despesa no monetària com l'amortització del fons de comerç. No exclou mai les despeses de compensació no en efectiu, ja que això afecta els guanys per acció. A continuació, dividiu aquest nombre pel nombre d'accions en circulació totalment diluïdes. Les xifres històriques d'EPS i les previsions per als propers 1-2 anys es poden trobar visitant llocs financers gratuïts com Yahoo Finance (introduïu el ticker i feu clic a "estimacions").

### Preu a guanys (P/E)
Ara que l'analista té diverses xifres d'EPS (històriques i de previsions), l'analista podrà analitzar la tècnica de valoració més comuna utilitzada, la relació preu/beneficis o P/E. Per calcular aquesta xifra, es divideix el preu de les accions per la xifra anual d'EPS. Per exemple, si les accions cotitzen a 10 dòlars i EPS és de 0,50 dòlars, el P/E és 20 vegades. Una anàlisi completa del múltiple P/E inclou una mirada a les ràtios històriques i futures.
Els P/E històrics es calculen dividint el preu actual per la suma de l'EPA dels últims quatre trimestres o de l'any anterior. Les tendències històriques del P/E també s'han de tenir en compte visualitzant un gràfic del seu P/E històric dels darrers anys (es pot trobar a la majoria de llocs web financers com Yahoo Finance). Concretament, tingueu en compte en quin rang s'ha negociat el P/E per determinar si el P/E actual és alt o baix en comparació amb la seva mitjana històrica.
Els resultats futurs reflecteixen el creixement de l'empresa en el futur. Els P/E a termini es calculen dividint el preu de les accions actuals per la suma de les estimacions d'EPA per als quatre trimestres següents, o per a l'estimació d'EPA per al següent calendari o exercici fiscal o dos.
Els P/E canvien constantment. Si hi ha un gran canvi de preu en una acció, o si les estimacions de guanys (EPS) canvien, la relació es torna a calcular.

### Índex de creixement
Les valoracions basades en el flux d'efectiu descomptats depenen (molt) en gran manera de la taxa de creixement esperada d'una empresa. Per tant, una avaluació precisa és fonamental per a la valoració
Aquí, l'analista normalment mirarà la taxa de creixement històrica tant de vendes com d'ingressos per obtenir una base per al tipus de creixement futur esperat. No obstant això, atès que les empreses estan en constant evolució, igual que l'economia, només utilitzen taxes de creixement històriques per predir el futur (el "problema de la inducció"). Aquestes, en canvi, s'utilitzen com a pautes de com "podria semblar" el creixement futur si l'empresa es troba amb circumstàncies similars.
Per tant, calcular la taxa de creixement futura requereix una investigació personal d'inversió; familiaritzar-se amb una empresa és essencial abans de fer una previsió. Això pot prendre forma escoltant la conferència trimestral de l'empresa o llegint un comunicat de premsa o un altre article de l'empresa que parla de les orientacions de creixement de l'empresa. No obstant això, tot i que les empreses estan en la millor posició per preveure el seu propi creixement, sovint estan lluny de ser exactes; a més, els macroesdeveniments imprevistos podrien causar un impacte en l'economia o el sector de l'empresa.
Independentment de l'esforç d'investigació, una valoració basada en la taxa de creixement, per tant, depèn sobre manera de l'experiència i el judici ("sensació intestinal") i, per tant, els analistes faran (sovint) previsions inexactes. És per aquest motiu que els analistes sovint mostren una sèrie de valors de previsió, especialment basats en diferents supòsits de valor terminal.
A tall d'exemple aquí, si l'empresa que es valora ha estat augmentant els guanys entre un 5 i un 10% cada any durant els darrers 5 anys, però creu que creixerà un 15-20% aquest any, una taxa de creixement més conservadora del 10-15 % seria apropiat en les valoracions. Un altre exemple seria per a una empresa que ha passat per una reestructuració. Pot ser que els guanys hagin crescut entre un 10 i un 15% durant els darrers trimestres o anys a causa de la reducció de costos, però el creixement de les seves vendes podria ser només d'un 0-5%. Això indicaria que el creixement dels seus guanys probablement s'alentirà quan la retallada de costos hagi entrat completament. Per tant, la previsió d'un creixement dels guanys més proper a la taxa del 0 al 5% seria més apropiat en lloc del 15 al 20%.

### Substitució de l'estructura de capital - fórmula de fixació de preus d'actius

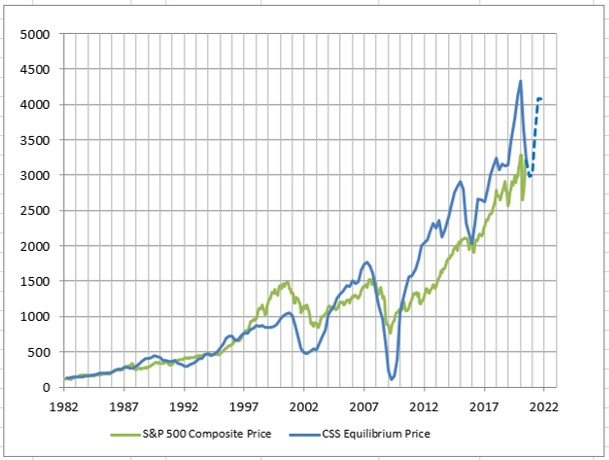
Índex compost S&P 500 en comparació amb la fórmula de preus d'actius CSS - agost de 2020

La teoria de substitució de l'estructura del capital (CSS) descriu la relació entre els guanys, el preu de les accions i l'estructura del capital de les empreses públiques. La condició d'equilibri de la teoria CSS es pot reordenar fàcilment a una fórmula de preus d'actius :
{\displaystyle P_{\text{x}}={\frac {E_{\text{x}}}{R_{\text{x}}[1-T]}}}
on
- P és el preu de mercat actual de l'empresa pública x
- E és el benefici per acció de l'empresa x
- R és el tipus d'interès nominal dels bons corporatius de l'empresa x
- T és la taxa de l'impost de societats

La teoria CSS suggereix que els preus de les accions de les empreses estan fortament influenciats pels titulars de bons. Com a resultat de la recompra o emissió activa d'accions per part de la direcció de l'empresa, la fixació de preus d'equilibri ja no és el resultat de l'equilibri entre la demanda i l'oferta dels accionistes. La fórmula de fixació del preu dels actius només s'aplica a les empreses titulars de deutes.
La fórmula de preus d'actius també es pot utilitzar a nivell agregat del mercat. El gràfic resultant mostra en quins moments l'S&P 500 Composite va tenir un preu excessiu i en quins moments va tenir un preu inferior en relació amb l'equilibri de la teoria de substitució de l'estructura de capital. En moments en què el mercat té un preu baix, els programes de recompra corporativa permetran a les empreses augmentar els guanys per acció i generar una demanda addicional a la borsa.

### Relació preu guanys/creixement (PEG).
Aquesta tècnica de valoració s'ha popularitzat realment durant l'última dècada. És millor que mirar només un P/E perquè té en compte tres factors; el preu, els guanys i les taxes de creixement dels guanys. Per calcular la ràtio PEG, el Forward P/E es divideix per la taxa de creixement dels guanys esperada (també es pot utilitzar el P/E històric i la taxa de creixement històrica per veure on s'ha negociat en el passat). Això donarà una relació que normalment s'expressa com a percentatge. La conjectura diu que a mesura que el percentatge augmenta per sobre del 100%, les accions es sobrevaloren cada cop més i, a mesura que la ràtio PEG cau per sota del 100%, les accions es tornen més i més infravalorades. La conjectura es basa en la creença que les ràtios P/E haurien d'aproximar-se a la taxa de creixement a llarg termini dels guanys d'una empresa. Si això és cert o no, mai es demostrarà i, per tant, la conjectura és només una regla general a utilitzar en el procés de valoració global.
Aquí teniu un exemple de com utilitzar la relació PEG per comparar les accions. L'estoc A cotitza a un P/E forward de 15 i s'espera que creixi un 20%. L'estoc B cotitza a un P/E forward de 30 i s'espera que creixi un 25%. La relació PEG per a l'estoc A és del 75% (15/20) i per a l'estoc B és del 120% (30/25). Segons la ràtio PEG, l'estoc A és una millor compra perquè té una ràtio PEG més baixa, o en altres paraules, el creixement dels seus beneficis futurs es pot comprar per un preu relatiu inferior al de l'estoc B.

### Mètode de la suma de perpetuitats
La relació PEG és un cas especial en l'equació del mètode de la suma de perpetuitats (SPM). Una versió generalitzada del model de Walter (1956), SPM considera els efectes dels dividends, el creixement dels beneficis, així com el perfil de risc d'una empresa sobre el valor d'una acció. Derivada de la fórmula d'interès compost que utilitza el valor actual d'una equació de perpetuïtat, SPM és una alternativa al model de creixement de Gordon. Les variables són:
- {\displaystyle P} és el valor de l'acció o negoci
- {\displaystyle E} són els beneficis d'una empresa
- {\displaystyle G} és la taxa de creixement constant de l'empresa
- {\displaystyle K} és la taxa de descompte ajustada al risc de l'empresa
- {\displaystyle D} és el pagament de dividends de l'empresa

{\displaystyle P=\left({\frac {E*G}{K^{2}}}\right)+\left({\frac {D}{K}}\right)}
En un cas especial on {\displaystyle K} és igual al 10%, i l'empresa no paga dividends, SPM es redueix a la ràtio PEG.
Els models addicionals representen la suma de les perpetuitats en termes de guanys, taxa de creixement, taxa de descompte ajustada al risc i valor comptable.

### Retorn del capital invertit(Return on Invested Capital o ROIC)
Aquesta tècnica de valoració mesura quants diners guanya l'empresa cada any per dòlar de capital invertit. El capital invertit és la quantitat de diners invertida a l'empresa tant pels accionistes com pels deutors. La ràtio s'expressa com a percentatge i es busca un percentatge que s'aproximi al nivell de creixement esperat. En la seva definició més senzilla, aquesta ràtio mesura el rendiment de la inversió que la direcció és capaç d'obtenir pel seu capital. Com més gran sigui el nombre, millor serà el rendiment.
Per calcular la ràtio, agafeu l'ingrés net pro forma (el mateix que s'utilitza a la xifra EPS esmentada anteriorment) i dividiu-lo pel capital invertit. El capital invertit es pot estimar sumant el patrimoni dels accionistes, el deute total a curt i llarg termini i els comptes a pagar, i després restant els comptes per cobrar i l'efectiu (tots aquests números es poden trobar al darrer balanç trimestral de l'empresa). Aquesta ràtio és molt més útil a l'hora de comparar-la amb altres empreses que es valoren.

### Retorn dels actius(Return on Assets o ROA)
De manera similar al ROIC, el ROA, expressat en percentatge, mesura la capacitat de l'empresa per guanyar diners amb els seus actius. Per mesurar el ROA, dividiu els ingressos nets pro forma pel total dels actius. No obstant això, a causa d'irregularitats molt freqüents en els balanços (a causa de fons de comerç, baixa, baixa, etc.), aquesta ràtio no sempre és un bon indicador del potencial de l'empresa. Si la ràtio és més alta o inferior a l'esperada, s'hauria de mirar de prop els actius per veure què podria sobrepassar o subestimar la xifra.

### Preu a vendes (P/S)
Aquesta xifra és útil perquè compara el preu actual de les accions amb les vendes anuals. En altres paraules, descriu quant costa l'estoc per dòlar de vendes guanyat.

### Capitalització de mercat
La capitalització de mercat, que és l'abreviatura de capitalització de mercat, és el valor de totes les accions de l'empresa. Per mesurar-ho, multipliqueu el preu actual de les accions per les accions en circulació totalment diluïdes. La capitalització de mercat és només el valor de les accions. Per obtenir una imatge més completa, mireu el valor de l'empresa.

### Valor empresarial(Enterprise Value o EV)
El valor de l'empresa és igual al valor total de l'empresa, ja que cotitza a la borsa. Per calcular-lo, afegiu la capitalització de mercat (vegeu més amunt) i el deute net total de l'empresa. El deute net total és igual al deute total a curt i llarg termini més els comptes a pagar, menys els comptes a cobrar, menys l'efectiu. El valor de l'empresa és la millor aproximació del que val una empresa en qualsevol moment perquè té en compte el preu real de les accions en lloc dels preus del balanç. Quan els analistes diuen que una empresa és una empresa de "milions de dòlars", sovint es refereixen al seu valor total de l'empresa. El valor de l'empresa fluctua ràpidament en funció dels canvis de preu de les accions.

### EV a vendes
Aquesta ràtio mesura el valor total de l'empresa en comparació amb les seves vendes anuals. Una ràtio alta significa que el valor de l'empresa és molt més que les seves vendes. Per calcular-lo, divideix l'EV per les vendes netes dels últims quatre trimestres. Aquesta ràtio és especialment útil quan es valoren empreses que no tenen guanys o que estan passant per moments inusualment difícils. Per exemple, si una empresa s'enfronta a una reestructuració i actualment està perdent diners, aleshores la relació P/E seria irrellevant. Tanmateix, aplicant una ràtio EV a vendes, es podria calcular per què podria negociar aquesta empresa quan acabi la seva reestructuració i els seus guanys tornin a la normalitat.

### EBITDA
EBITDA significa benefici abans d'interessos, impostos, depreciació i amortització. És una de les millors mesures del flux de caixa d'una empresa i s'utilitza per valorar tant empreses públiques com privades. Per calcular l'EBITDA, utilitzeu el compte de resultats d'una empresa, agafeu els ingressos nets i, a continuació, sumeu interessos, impostos, depreciació, amortització i qualsevol altre càrrec que no sigui efectiu o que no sigui efectiu. Això dona com a resultat un nombre que s'aproxima a la quantitat d'efectiu que està produint l'empresa. L'EBITDA és una xifra molt popular perquè es pot comparar fàcilment entre empreses, encara que no totes les empreses tinguin beneficis.

### EV a EBITDA
Aquesta és potser una de les millors mesures de si una empresa és barata o cara o no. Per calcular, divideix l'EV per EBITDA (vegeu més amunt per als càlculs). Com més gran sigui el nombre, més cara és l'empresa. Tanmateix, les empreses més cares sovint es valoren més perquè creixen més ràpid o perquè són una empresa de més qualitat. Dit això, la millor manera d'utilitzar EV/EBITDA és comparar-lo amb el d'altres empreses similars.

### Enfocaments de valoració aproximada

#### Aproximació de creixement mitjà
Suposant que dues accions tenen el mateix creixement dels beneficis, la que té un P/E més baix és un millor valor. El mètode P/E és potser el mètode de valoració més utilitzat a la indústria de corretatge de valors. Mitjançant l'ús d'empreses de comparació, es selecciona una relació preu/beneficis (o P/E) objectiu per a l'empresa i, a continuació, s'estimen els guanys futurs de l'empresa. El preu just de la valoració és simplement una estimació dels guanys multiplicada pel P/E objectiu. Aquest model és essencialment el mateix que el model de Gordon, si s'estima kg com la relació de pagament de dividends (D/E) dividida per la relació P/E objectiu.

#### Aproximació de creixement constant
El model de Gordon o model de creixement de Gordon és el més conegut d'una classe de models de dividends descomptats. Se suposa que els dividends augmentaran a una taxa de creixement constant (menys que la taxa de descompte) per sempre. La valoració ve donada per la fórmula:
{\displaystyle P=D\cdot \sum _{i=1}^{\infty }\left({\frac {1+g}{1+k}}\right)^{i}=D\cdot {\frac {1+g}{k-g}}}.
i la taula següent defineix cada símbol:
| Símbol                | Significat                           | Unitats   |
| --------------------- | ------------------------------------ | --------- |
| {\displaystyle \ P\ } | preu estimat de les accions          | $ o € o £ |
| {\displaystyle \ D\ } | últim dividend pagat                 | $ o € o £ |
| {\displaystyle \ k\ } | taxa de descompte                    | %         |
| {\displaystyle \ g}   | la taxa de creixement dels dividends | %         |

No es coneix la taxa de creixement del dividend, però el creixement dels beneficis es pot utilitzar en el seu lloc, suposant que la ràtio de pagament és constant.